# Mongoliulidae
Mongoliulidae é uma família de centopéias pertencentes à ordem Julida.

## Géneros
Géneros (lista incompleta):
- Ansiulus Takakuwa, 1940
- Ikahoiulus Takakuwa, 1941
- Koiulus